# Saikyou no Fusion

"Saikyou no Fusion" (最強のフュージョン) é um single de Hironobu Kageyama e Susumu Oya, lançado pela Forte Music Entertainment e distribuído pela Nippon Columbia em primeiro de março de 1995.

## Produção
Hironobu Kageyama cantou a faixa-título, enquanto Susumo Oya cantou o lado B "Ai wa Ballad no You ni ~Vegeta no Theme~". Oya participou de várias trilhas da franquia Dragon Ball. Ele também é a voz por trás da abertura da série tokusatsu Tokusou Robo Janperson. Já o letrista Yukinojo Mori participou de inúmeras canções da franquia, tendo inclusive escrito "Cha-La Head-Cha-La", We Gotta Power/Bokutachi wa Tenshi Datta", "Genkai Toppa x Survivor", e a abertura do mais recente anime da franquia, Dragon Ball Daima, chamada "Jaka Jaan".
A composição de "Saikyou no Fusion" foi feita por Tetsuji Hayashi, que compôs músicas por mais de cinco décadas no cenário da música pop japonesa, além de muitas músicas para animes.

## Legado
A faixa-título foi criada para o filme Dragon Ball Z: Uma Nova Fusão: Gogeta. Ela também foi usada no jogo Dragon Ball: Sparking! Zero.
Ela também foi inclusa na coletânea Mixture, de Hironobu Kageyama, além de em seu álbum ao vivo Power Live'95 CYVOX.

## Recepção
O single chegou à 95ª posição no Oricon Singles Chart.
O site Honey's Anime disse que "Saikyou no Fusion" é a quarta melhor música da franquia Dragon Ball, afirmando que "se fosse em termos de intensidade, provavelmente seria a número um."
O site NetLab, da ITMedia, organizou um ranking das 21 melhores músicas de Kageyama por votação popular, e "Saikyou no Fusion" ficou na oitava colocação.

## Faixas
| N.º            | Título                                                       | Letras         | Música          | Arranjo        | Duração |  |
| 1.             | "Saikyou no Fusion" (voz: Hironobu Kageyama)                 | Yukinojo Mori  | Tetsuji Hayashi | Yuzo Hayashi   | 3:58    |  |
| 2.             | "Ai wa Ballad no You ni ~Vegeta no Theme~" (voz: Susumu Oya) | Y. Mori        | T. Hayashi      | Y. Hayashi     | 4:55    |  |
| Duração total: | Duração total:                                               | Duração total: | Duração total:  | Duração total: | 8:53    |  |